# مارسوم
مارسوم (به هلندی: Marssum) یک منطقهٔ مسکونی در هلند است که در منامرادیل واقع شده‌است. مارسوم ۱٬۰۵۲ نفر جمعیت دارد.